# Tratado de livre-comércio entre Mercosul e Associação Europeia de Livre-Comércio
O Tratado de livre-comércio entre Mercosul e Associação Europeia de Livre-Comércio é um tratado de livre-comércio assinado em 23 de agosto de 2019.  Ele foi firmado entre membros do Mercado Comum do Sul (Mercosul) e da Associação Europeia de Livre-Comércio (EFTA) para regular prática de livre-comércio entre ambos. O acordo foi assinado pouco menos de dois meses depois da sanção do tratado de livre-comércio entre o Mercosul e a União Europeia, sendo esta sanção considerada um dos fatores principais para o firmamento do acordo visto que o EFTA ficaria de fora dos negócios com os países do bloco sul-americano. O tratado implementou normas para criar um ambiente de livre-comércio com o bloco em setores como os de produtos agrícolas, alimentos e aeronáutica.